# Paravandellia oxyptera
Paravandellia oxyptera är en fiskart som beskrevs av Miranda Ribeiro 1912. Paravandellia oxyptera ingår i släktet Paravandellia och familjen Trichomycteridae. Inga underarter finns listade i Catalogue of Life.